# Bernard Scammacca
Bernard Scammacca (Catane, 1430 - Catane, 11 janvier 1487) est un dominicain sicilien vénéré comme bienheureux par l'Église catholique. 

## Biographie
Il naît en 1430 à Catane dans une riche famille aristocratique. En 1447, alors qu'il est âgé de 17 ans il occupe la fonction de magistrat dans sa ville. Fier de sa position sociale et de ses titres, il s'éloigne rapidement des pratiques religieuses et mène une vie dissipée et licencieuse, à la grande déception de ses parents. En 1449, il se bat en duel avec Ferdinand Platamone (it) fils du vice-roi de Sicile où il se fait grièvement blessé à la cuisse. 
Il est ensuite banni de la ville. Pendant sa convalescence il se met à réfléchir à son passé et ses actions et développe une profonde crise spirituelle. Sa convalescence lui donne suffisamment de temps pour réfléchir sur son passé. Il décide de renouer avec la foi et de changer de vie. En 1452, il se présente au couvent dominicain. Il fait sa profession religieuse le 6 février 1453 en prenant le nom de Bernard tout en renonçant à son riche patrimoine en faveur de l'hôpital de la ville. Il est élu plusieurs fois prieur à Catane et à Palerme, régent des études à Milan et en 1481, vicaire général des couvents observants de Sicile. Il se consacre à l'étude, à la prière avec une dévotion particulière à la Passion du Christ, à la prédication, aux pauvres de la ville, aux malades de l'hôpital qu'il a fondé, à la restauration d'une vie religieuse régulière. Il aime aussi passer du temps au confessionnal et faire de la direction spirituelle. Son hagiographie relate des extases, des lévitations et un don de prophétie.

## Culte
Sa réputation de sainteté est telle que lorsqu'il meurt à Catane le 11 janvier 1487, les gens affluent dans l'église des dominicains pour le vénérer. Le pape Léon XII approuve et confirme son culte le 8 mars 18254. Son corps repose dans une châsse dans l'église Saint Dominique de Catane.